# Saint-Antonin-de-Lacalm

Saint-Antonin-de-Lacalm este o comună în departamentul Tarn din sudul Franței. În 2009 avea o populație de 252 de locuitori.

## Evoluția populației
| An        | 1975 | 1982 | 1990 | 1999 | 2006 | 2009 |
| --------- | ---- | ---- | ---- | ---- | ---- | ---- |
| Populație | 261  | 255  | 243  | 237  | 233  | 252  |